# Clover
Clover是一款量度单元测试代碼覆蓋率（Code Coverage）的軟件，用于检测Java单元测试是否完整覆盖代码中所有可能的路径。Clover由Cenqua公司生產，現時最新的版本为2.0。
"clover"是一种植物苜蓿，又称三叶草。

## 特性
- 快速，准确地检测是否覆盖所有路径
- 测试结果可以用多种文件格式输出（PDF，HTML）
- 可运行于Eclipse，IntelliJ IDEA，JBuilder，NetBeans等多种集成开发环境
- 支持Java5.0